# 海思波
海思波（Marshall B. Broomhall，1866年7月17日—1937年10月24日)，中国内地会英国传教士。还有文献记载名字是“海恩波”。1866年7月17日，生于英国伦敦貝斯沃特的Westbourne Grove63号，是海班明和戴贺美（戴德生之妹）10个孩子中的第5个。

## 生平
1875年，海思波全家搬到伦敦紐英頓綠地的Pyrland路2号，父亲海班明担任了20年的中國內地會秘书，1887年海思波进入剑桥大学耶稣学院。
1890年毕业后，与他父亲好朋友John Corderoy的女儿Florence Corderoy订婚。同年海思波被内地会伦敦办事处接纳。海思波于1890年10月2日前往中国，在安庆的内地会语言学校学习一年，被派往山西太原。三兄弟都感染了伤寒，后来3人都恢复了。后来他调往山西洪洞，与大姐夫何斯德和四姐夫芮明哲一同工作。
1896年，海思波着手洪洞附近的工作。席胜魔牧师刚去世，何斯德也去河南省开荒。这个"教区" 南北40英里、东西70英里。1897年这里有17个乡村教堂、490名信徒和14个戒毒所。这些教堂由当地传道人：3位长老和17位执事负责；工作大体上实现自给。海思波在此工作了3年。
1900年海思波回伦敦担任干事，长达27年。还给准备去中国的传教士教授中文。辛亥革命后他曾访问中国。他的主要工作是编辑中國內地會会刊China's Million（《亿万华民》，又譯《千萬中國魂》），同时还写了许多书。1910年，海思波参加了爱丁堡宣教大会，参加"将福音传遍整个非基督教世界"活动，并推动中国的传教调查统计工作。
1927年退休。海思波多年前有一只眼因病失去视力。但他继续从事文字工作。1936年，华福兰牧师回到中国担任华东主教，疾病迫使海思波完全停止工作。1937年10月24日，他71岁时在英格兰Northchurch去世。

## 后代
- Honor Irene Broomhall（1901年11月1日—1975年5月7日）
- Dorothea Broomhall（1905年3月25日—2000年1月18日）
- 侄子，海恒博（Alfred James Broomhall，1911年-1994年），四弟海文启之子，来华内地会传教士，医生。